# Enlilnadinapli
Enlilnadinapli (Enlil-nadin-apli; lit. "Enlil era doador de um herdeiro") foi o quinto rei da Segunda dinastia de Isim da Babilônia, sucedendo ao seu famoso pai Nabucodonosor I. Na Lista C de reis da Babilônia, antes de seu tio Marduquenadinaque o suceder, ele reinou por volta de quatro anos.

## Biografia

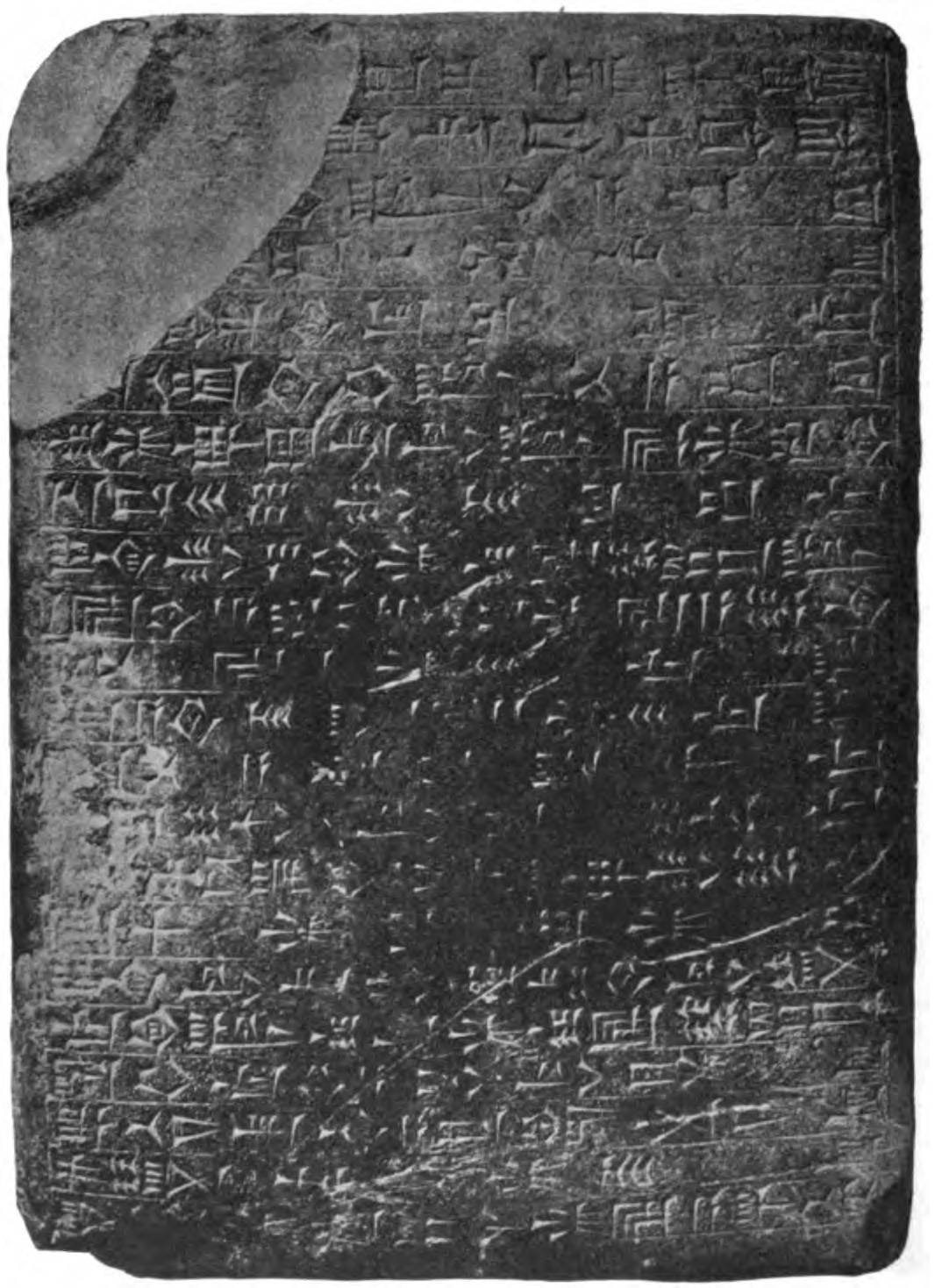
Cudurru negro feito de calcário no tempo de Enlilnadinapli, em University Museum, na Filadélfia.

Até agora, existiam 2 objetos escondidos: uma adaga com uma inscrição que significava uma posse real e um cudurru que dizia-se um acordo de disputa de um templo, representado pelo padre Nabusumaidina, e Ecarraquisa, governador de Bite-Sim-Magir, que ilegalmente reivindicou a faixa de terra pertencida ao templo.
Apesar disso, houve algumas informações sobre o reinado de Enlilnadinapli: Um rei em campanha na Assíria, rebelião, o nome de Nabucodonosor e um assassinato de alguém (provavelmente o rei) que acabou de voltar da Babilônia. Resumindo tudo a que estava escrito, o próprio rei babilônico foi deposto por seu tio Marduquenadinaque, que assumiu a posse do governo. Não se sabe ainda se o rei Enlilnadinapli assassinou a seu pai ou se Nabucodonosor I assassinou seu pai Ninurtanadinsumi.